# Серпентини
Серпенти́н, змійови́к (рос. серпентин (змеевик); англ. serpentine; нім. Serpentin m) — група мінералів, магнієво-залізісті гідросилікати (не плутати з гірською породою серпентинітом).

## Етимологія та історія
Назва «серпентин» походить від лат. serpens — «змія» (за плямистий рисунок і забарвлення). Синоніми — баретит, гімніт, кіфоліт, куфоліт, офіт, пельгамін, ретиналіт, риколіт, рокландит.

## Опис
Серпентини — групова назва диметасилікатів шаруватої будови з двошаровими пакетами (антигорит, лізардит, хризоліт) із загальною формулою Mg6[Si4O10](OН)8. Домішки Fe, Al, Ni, Ti, Mn, Ca. Сингонія моноклінна. Густина 2,5-2,7. Твердість 2,5-3,5. С. не утворює монокристалів. Форми виділень: щільні прихованокристалічні маси (серпофіт); коломорфні маси (девейліт); суцільна майже аморфна маса (кероліт); масивні (лізардит), пластинчаті (антигорит), волокнисті (хризотил); паралельно-волокнисті (хризотил-азбест); заплутано-волокнисті (церматит) аґреґати. Напівпрозорий щільний різновид відомий як благородний серпентин, або офіт. Мінерали зустрічаються в щільному вигляді, але ніколи в ясно кристалізованому. Іноді мають листувату або волокнисту будову. Колір від зеленувато-жовтого до темно-зеленого з плямами різних кольорів, які надають їм схожість із шкірою змії, звідки й назва.
Відомі суміші з іншими мінералами: ґарнієрит, ревдинськіт, непуїт, гентит. Колір білий, зелений, бурий, голубуватий, бузково-синій. Блиск тьмяний (щільні маси), шовковистий (волокнисті аґреґати), скляний (пластинчасті аґреґати), до воскового (серпофіт) і перламутрового (офіт). Злом рівний (пластинчасті аґреґати), раковистий (щільні прихованокристалічні аґреґати), занозистий (азбест). Виробне каміння, теплоізоляційний та вогнетривкий матеріал.

## Склад групи серпентинів
| Назва                                               | Англійська назва                                             | Хімічна формула                          |
| --------------------------------------------------- | ------------------------------------------------------------ | ---------------------------------------- |
| Амезит                                              | Amesite                                                      | Mg2Al(SiAl)O5(OH)4                       |
| Антигорит                                           | Antigorite                                                   | (Mg, Fe)3Si2O5(OH)4                      |
| Бертьєрин                                           | Berthierine                                                  | (Fe, Fe, Al, Mg)2-3(Si, Al)2O5(OH)4      |
| Бриндлеїт (нимезит)                                 | Brindleyite                                                  | (Ni, Mg, Fe)2Al(SiAl)O5(OH)4             |
| Каріопіліт                                          | Caryopilite                                                  | (Mn, Mg, Zn, Fe)3(Si, As)2O5·10(OH, Cl)4 |
| Хризотил, Ортохризотил, Клинохризотил, Парахризотил | Chrysotile, Orthochrysotile, Clinochrysotile, Parachrysotile | Mg3(Si2O5)(OH)4                          |
| Фрайпонтіт                                          | Fraipontite                                                  | (Zn, Al)3(Si, Al)2O5(OH)4                |
| Гріналіт                                            | Greenalite                                                   | (Fe, Fe)2-3Si2O5(OH)4                    |
| Келліїт                                             | Kellyite                                                     | (Mn, Mg, Al)3(Si, Al)2O5(OH)4            |
| Лізардит                                            | Lizardite                                                    | Mg3Si2O5(OH)4                            |
| Непуїт                                              | Nepouite                                                     | Ni3Si2O5(OH)4                            |
| Кронштедтит                                         | Cronstedtite                                                 | Fe2Fe(Si, Fe)O5(OH)4                     |
| Манандоніт                                          | Manandonit                                                   | Li2Al4(Si2AlB)O10(OH)8                   |
| Пекораїт                                            | Pecoraite                                                    | Ni3Si2O5(OH)4                            |
| Мауфіт                                              | Maufite                                                      | (Mg, Ni)Al4Si3O13·4(H2O)                 |

## Окремі різновиди
Розрізняють:
- серпентин-азбест (те саме, що хризотил), С. алюмінієвий (1. Мінерал із структурою серпентину і хімічний складом хлориту. 2. Перехідні різновиди від безалюмінієвих серпентинів до пеніну),
- серпентин алюмініїстий (різновид серпентину, який містить до 5,7 % Al2O3),
- серпентин благородний (щільний серпентин з однорідним світло-зеленим забарвленням і восковим блиском),
- серпентин волокнистий (те саме, що хризотил),
- серпентин залізистий (різновид С., який містить понад 1,5 % FeO),
- серпентин квітковий (зайва назва антигориту),
- серпентин коштовний (щільний серпентин з однорідним світло-зеленим забарвленням і восковим блиском), * серпентин листуватий (те саме, що антигорит),
- серпентин лускуватий (зайва назва антигориту),
- серпентин набухаючий (гідросерпентин),
- серпентин нефритоподібний (щільний серпентин),
- серпентин нікелистий (різновид серпентину з родовищ Вебстер, шт. Півн. Кароліна, США; містить 15 % NiO),
- серпентин-опал (різновид опалу з домішками хризотилу і продуктів його розпаду);
- серпентин-офіт (щільний різновид серпентину),
- серпентин-тальк (мінерал, який за властивостями частково відповідає тальку, частково — серпентину; утворюється в результаті динамометаморфізму шарів ангідриту в районах соляних родовищ),
- серпентин цинковистий (різновид серпентину з родовища Алмалик, Узбекистан; містить до 12 % ZnO).